# Neivamyrmex postcarinatus
Neivamyrmex postcarinatus é uma espécie de formiga do gênero Neivamyrmex.